# Tilioideae
Tilioideae es una subfamilia de fanerógamas perteneciente a la familia Malvaceae.
Las tiliáceas son árboles y arbustos, raramente hierbas. Hojas alternas, simples, siempre cordadas, ordinariamente con estípulas caducas. Flores inconspicuas; hermafroditas; actinomorfas; tetrámeras o pentámeras; dialipétalas; numerosos estambres, a menudo fasciculados (poliadelfos); gineceo sincárpico, ovario súpero, con 2 - 10 carpelos cerrados. Inflorescencias en dicasio de dicasios, con metatopía, en algunos casos provistas de una gran bráctea membranosa. Frutos capsulares o nuciformes. Unas 400 especies, algunas de zonas templadas, pero la mayoría tropicales.

## Géneros
- Craigia, Tilia